# Spathoglottis oreophila
Spathoglottis oreophila är en orkidéart som beskrevs av Henry Nicholas Ridley. Spathoglottis oreophila ingår i släktet Spathoglottis och familjen orkidéer. Inga underarter finns listade i Catalogue of Life.